# Gare centrale de Stralsund
La gare centrale de Stralsund (officiellement Stralsund Hbf) est un carrefour ferroviaire de la ville hanséatique de Stralsund en Poméranie-Occidentale. Il bénéficie d'un emplacement central à l'intersection de la vieille ville de Stralsund et du quartier de Tribseer ou de la banlieue de Tribseer. La gare est desservie par les entreprises du groupe Deutsche Bahn et par la Compagnie des chemins de fer est-allemands (de) pour le transport de passagers.
Jusqu'en 2010, la gare n'a que le nom de Stralsund, depuis lors elle reçoit l'ajout de Gare centrale.
En 2016, elle est nommée « Gare de l'année (de) » par l'alliance pro-Rail (de)
Il ne reste plus grand-chose de son ancienne importance dans le transport de marchandises et l'ancien dépôt ferroviaire de Stralsund est désormais fermé.

## Histoire
La liaison ferroviaire avec Stralsund avec la construction d'une gare est précédée par des décennies d'efforts et de planification de la part des commerçants et entrepreneurs de Stralsund depuis 1843. Tout d'abord, en 1863, le ligne Angermünde-Stralsund (de) est construit, une branche de la ligne Berlin-Stettin construite en 1843 jusqu'à Stralsund. Le premier train arrive à Stralsund le 27 septembre 1863. Après la construction de la première gare, la nouvelle Compagnie des chemins de fer du Nord de Berlin continue à s'efforcer d'établir une connexion directe avec Berlin via Neustrelitz. En 1870, elle reçoit des concessions des États de Prusse et de Mecklembourg-Strelitz pour cette route. Le 1er janvier 1878, l'exploitation du ligne du Nord de Berlin, avec Stralsund comme terminus, commence enfin.

## Liaisons routières et système de voies

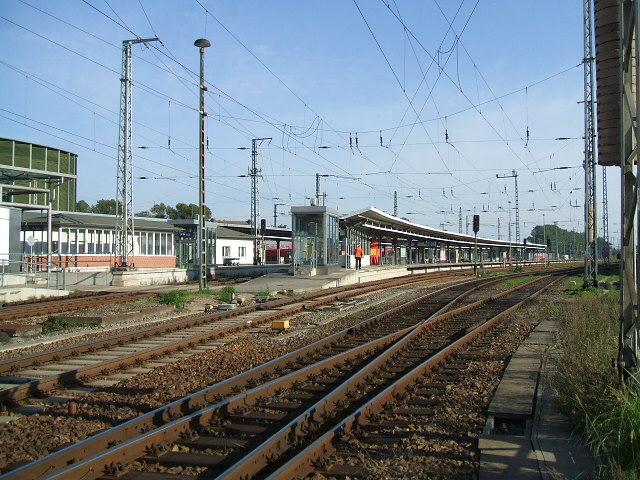
Systèmes de rails, entrée en direction de Rostock

À environ deux kilomètres au sud-est de la gare de voyageurs, les voies de la ligne du Nord de Berlin (voie unique), de la ligne Angermünde-Stralsund (voie double) et de la ligne Stralsund-Sassnitz (de) (voie double) convergent et forment un faisceau de voies. qui s'étend en ligne droite vers le complexe de la gare, qui est à l'origine conçu uniquement comme une gare terminus.
Dans la gare, celui-ci est réparti sur les voies 1 à 4, dont chacune partage un quai central par paires (1+2 et 3+4), qui se terminent toutes deux par un quai transversal. Les voies 1 à 3 se terminent au quai transversal en tant que voies tronquées, tandis que la voie extérieure 4 en tant que voie de passage est parallèle et avec les voies 5 et 6, qui viennent également du sud-est, au-delà de l'aile latérale de la gare à l'ouest ; De là, les voies 4, 5 et 6 sont fusionnées pour former la ligne Stralsund-Rostock (de). Les deux voies 5 et 6 présentent un îlot ou quai central commun à la même hauteur que les deux autres quais ; À l'extrémité nord, celle-ci est reliée à la plate-forme transversale de la maison par un passage souterrain sous les voies 4 et 5.

## Installations

### Premier bâtiment d'accueil

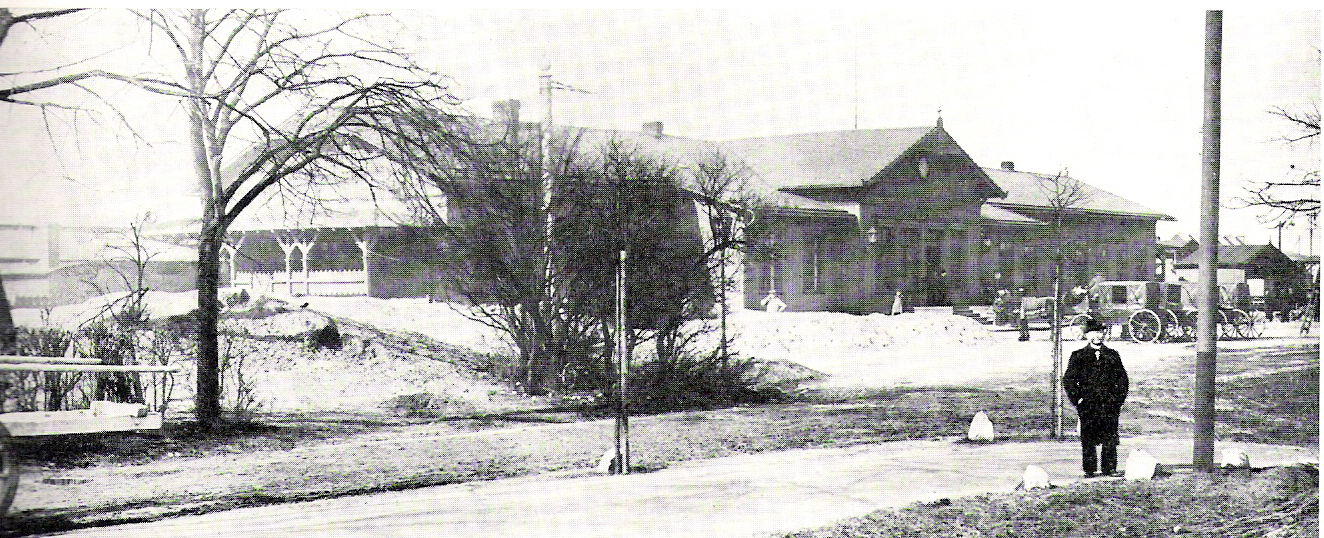
Premier bâtiment d'accueil

En raison du caractère de forteresse de Stralsund, seul un bâtiment de réception en bois est initialement construit sur la Bahnhofsweg (de) en 1863 à l'instigation du ministère prussien de la Guerre. Celle-ci devrait pouvoir être détruite rapidement en cas d'attaque de la ville. Elle mesure environ 30 × 10 mètres sur la place et dispose de deux salles d'attente.

### Bâtiment d'accueil actuel

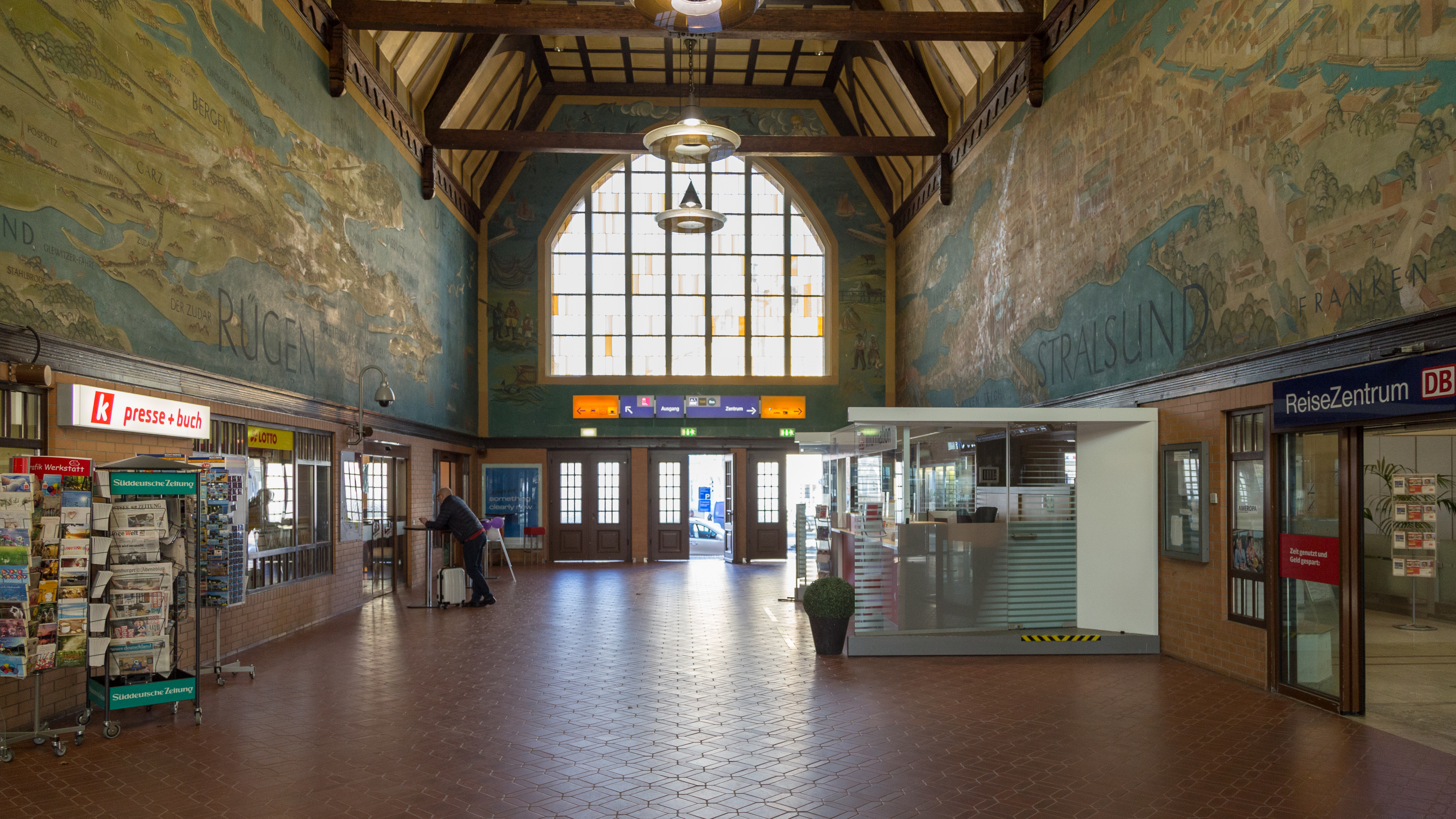
Vue intérieure du bâtiment d'accueil (2015)

Après la défortification de la ville, un nouveau bâtiment d'accueil en briques apparentes est construit selon un projet de la Direction royale des chemins de fer de Stettin. La conception détaillée de la construction et la direction ultérieure de la construction sont réalisées sous la direction officielle de l'officier supérieur du bâtiment Alexander Rüdell (de) (Berlin) et de son employé Fritz Klingholz (de) par l'inspecteur agricole (et plus tard professeur à l'Université technique de Brunswick) Hans Stubbe. La construction débute le 9 novembre 1903 et est ouverte à la circulation le 29 mars 1905.
Le bâtiment d'accueil de la gare, construit sur le site de l'ancienne rampe à bétail du Tribseer Damm, est en retrait de la rue, créant un espace utilisé par les taxis et plus tard le tramway (de) ainsi que par les trains sur la petite ligne Stralsund-Barth-Damgarten (de). Aujourd'hui, il y a des places de stationnement de courte durée et une station de taxis. Le complexe immobilier mesure un peu plus de 50 mètres de large le long de la rue et environ 40 mètres de profondeur, y compris l'aile latérale en saillie ouest. Le hall d'entrée central mesure près de 9,90 mètres de large, 22,12 mètres de profondeur vers les voies et 15 mètres de haut. Il y a de grandes surfaces vitrées au-dessus de l’entrée et de l’accès aux quais. La zone ouest de la salle abrite à l'origine des locaux de service. Dans la zone Est, il y a trois salles d'attente : une exclusivement réservée aux dames, une pour les passagers de 1re et 2e classes et un pour les passagers de 3e et 4e classe. Une tour à côté du hall d'entrée, qui abrite un escalier, doit rappeler l'architecture des trois grandes églises paroissiales de Stralsund. Le grand cadran de l'horloge de la tour peut être éclairé par une lanterne placée au-dessus ; leur logement est toujours intact (en 2013).
Le soir du 28 mars 1905, la nouvelle gare est inaugurée avec une célébration. Cela dure jusqu'au lendemain matin, lorsque la mise en service officielle a lieu avec le départ du train numéro 206 vers Neubrandenbourg. Le « Stralsunder Tageblatt » écrit : « À partir d'aujourd'hui, le trafic ferroviaire à Stralsund est entré dans une nouvelle étape dans laquelle le souhait de longue date de nos habitants d'une nouvelle gare s'est enfin réalisé. La vie et l'agitation de la nouvelle gare ont laissé une véritable impression métropolitaine lors de son ouverture aujourd'hui
Dans les années 1930, l'artiste de Stralsund Erich Kliefert (de) est chargé de réaménager la salle de réception. Pour le côté ouest, dans la partie supérieure de la salle, il choisit une représentation colorée grand format de Stralsund vue à vol d'oiseau et pour le côté Est, une représentation similaire de l'île de Rügen. Les deux tableaux sont créés en 1935. Dans les années 1990, le bâtiment est rénové et la zone située devant les quais est recouverte d'une grande verrière. Les sanitaires sont rénovés et les commerces sont implantés dans le hall d'accueil.

### Systèmes de plate-forme

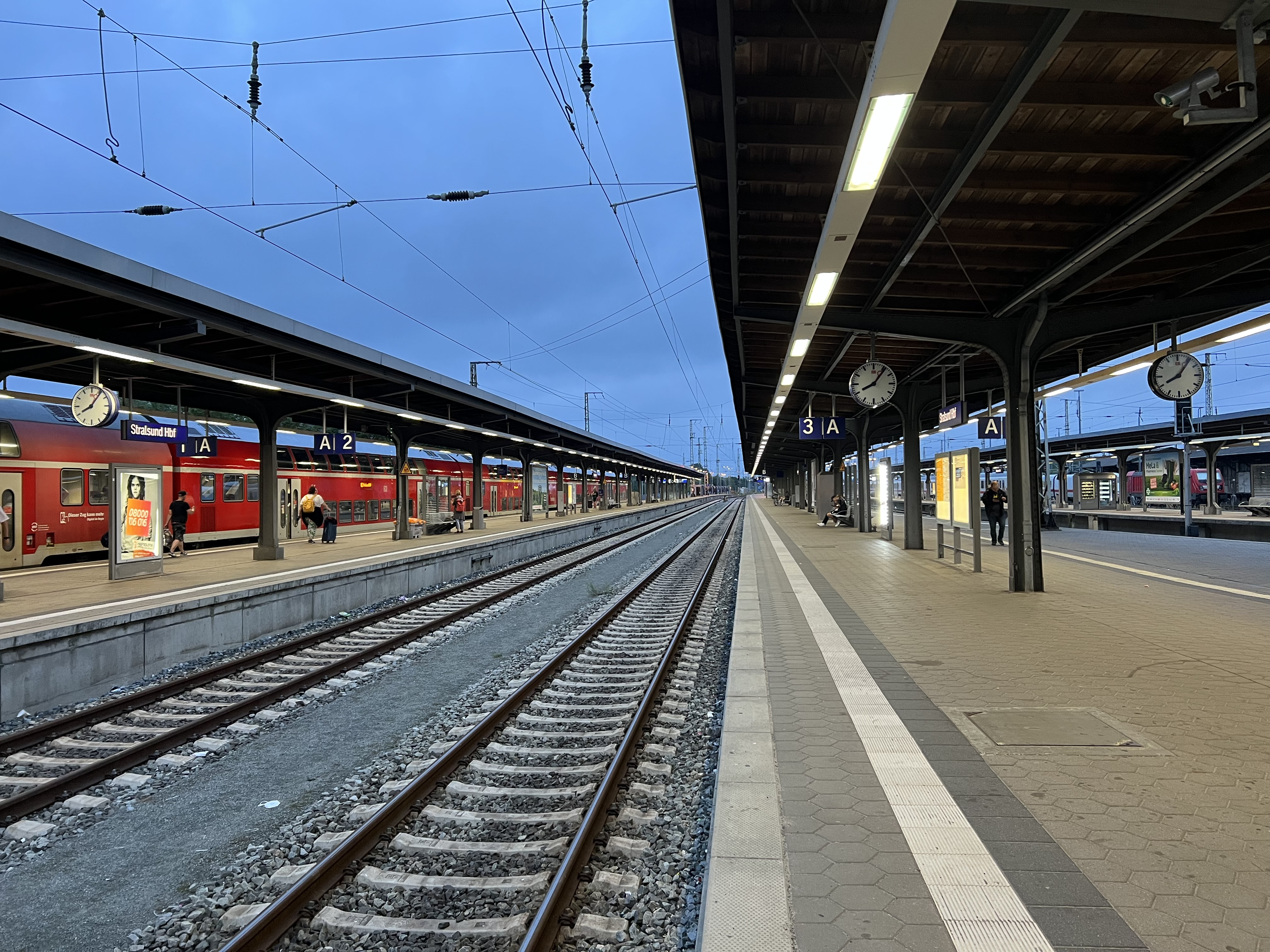
Quais centraux de la gare centrale de Stralsund

Les plateformes de la première version ne sont pas couvertes. L'accès aux quais est également possible en traversant directement les voies à pied. Après l'achèvement du bâtiment d'accueil en 1905, l'accès aux quais 1 à 4 est simplifié grâce à une plate-forme transversale attenante . Cependant, les voyageurs qui souhaitent emprunter la voie de transit construite en 1888 à destination et en provenance de Berlin ou de Stettin à destination et en provenance de Rostock doivent toujours traverser les voies directement devant la plate-forme insulaire à l'ouest. Le tunnel actuel menant à la plate-forme insulaire n’est construit que plus tard. Les deux plates-formes terminales mesurent chacune entre 330 et 342 mètres de long, la plate-forme insulaire de la ligne continue Berlin/Stettin-Rostock mesure 387 mètres de long (à partir de 2021).

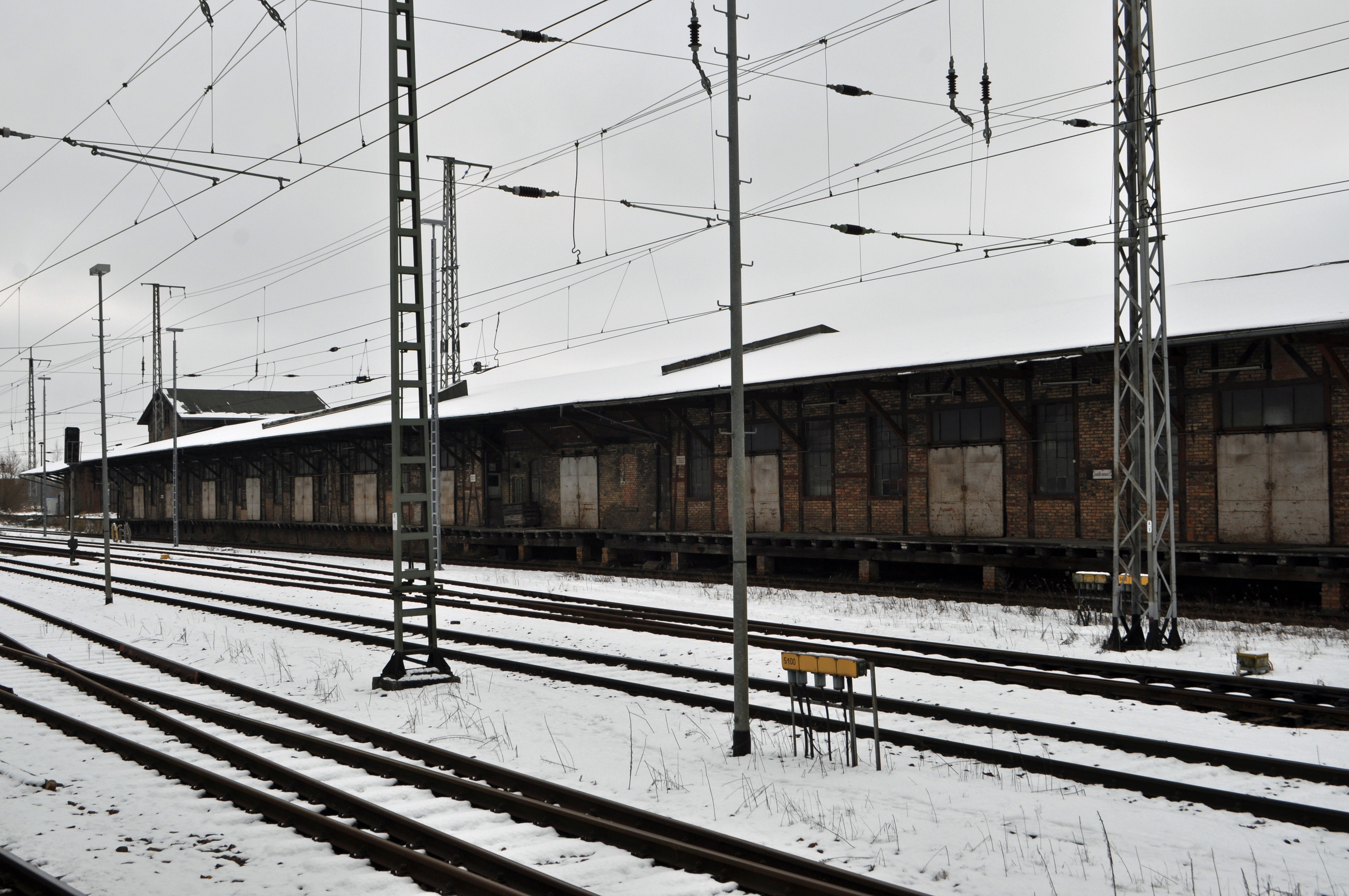
Installation de marchandises locales à l'extrémité ouest de la gare principale

### Système de préparation des trains
Fin 2020, la Deutsche Bahn construit une installation d'étape pour ses trains longue distance sur le site de l'ancien dépôt ferroviaire. Sept pistes, chacune mesurant 360 à 430 mètres de long, sont construites sur une superficie de 48 000 m². 22 millions d'euros y sont investis. Les trains d'arrivée et de départ y sont nettoyés et alimentés ou évacués avec de l'eau douce et de traitement, et des réparations mineures sont également effectuées.

### Dépôt ferroviaire de Stralsund

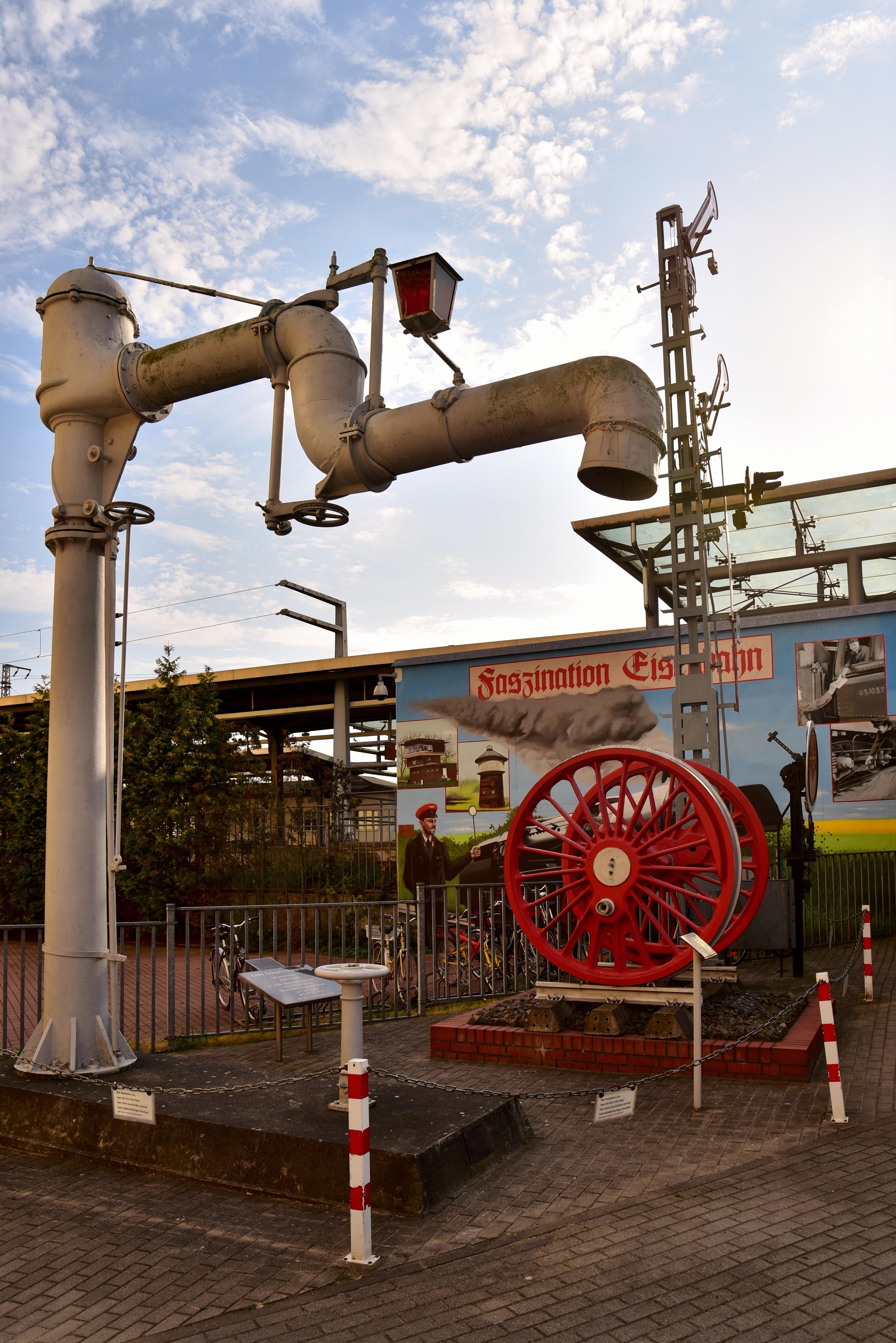
Grue à eau et essieux de l'époque des locomotives à vapeur exposés à côté de la gare de Stralsund

Lorsque la gare est ouverte en 1863 par la Compagnie des chemins de fer de Berlin-Stettin, il y a aussi un simple hangar à locomotives. Le bâtiment rectangulaire offre de l'espace pour deux machines. Lors de l'ouverture du tronçon Demmin-Stralsund par la Compagnie des chemins de fer du Nord de Berlin en 1878, une rotonde de quatre pièces et un atelier de réparation sont construits sur le site du dépôt de Stralsund. Le hangar à locomotives doit être agrandi peu de temps après, de sorte qu'en 1883 il comprend 14 stalles.
Après la nationalisation des deux sociétés, les systèmes sont repris par les chemins de fer prussiens et regroupés en un seul dépôt. Initialement, la direction impériale des chemins de fer de Berlin (de) est responsable des installations et en 1895, le dépôt est transféré à la direction de Stettin (de). En 1889, la rotonde compte 19 stands. Une deuxième rotonde avec un plateau tournant de 16 m est partiellement mise en service en 1895 et en 1905 le bâtiment comprend 19 stalles. Un nouvel atelier - utilisé plus tard comme administration et stockage - est construit entre les hangars à locomotives I et II. Bien que d'autres plans d'agrandissement ont été mis en place, les travaux de construction du Ringlokschuppen III ne peuvent commencer qu'en 1917 en raison de la Première Guerre mondiale. Le bâtiment de 21 étages est achevé en 1921. Il est principalement conçu pour les locomotives express stationnées à Stralsund. Ainsi, en 1940, le plateau tournant de 20 m est remplacé par un modèle d'une longueur de scène de 23 m.
Le dépôt ferroviaire est modernisé à la fin des années 1950 et dans les années 1960. Entre autres choses, un bunker de charbon de grande hauteur et une station-service avec installation de stockage de pétrole sont construits. En 1980, le bunker élevé est de nouveau démoli.
En mai 1985, le dépôt ferroviaire est rebaptisé dépôt ferroviaire de Stralsund « Otto Scharfschwerdt » en l'honneur de la victime nazi Otto Scharfschwerdt (de). À partir de 1990, l'importance du dépôt ferroviaire commence à décliner en raison des changements économiques consécutifs à la réunification de 1989/90. Avec la fusion de la Reichsbahn allemande et de la Deutsche Bundesbahn, le dépôt de Stralsund est transformé en centre de service de Stralsund . Depuis 1999, il n'y a qu'une seule succursale de la DB à Stralsund, qui est complètement fermée le 1er juillet 2001 et ne sert désormais que de point de déploiement du personnel. Peu auparavant, l'atelier a été fermé en juin 2011.
Les hangars à locomotives situés sur les voies de service au sud-est et sous l'entrée E 22 du nouveau pont de Rügen (de) ne sont plus utilisés et tombent en ruine.
Départements
Après la Seconde Guerre mondiale, Stralsund ne dispose que d'un seul centre d'exploitation des locomotives à Greifswald (de) et d'un autre au port de Wolgast. Ce n'est qu'avec la dissolution de nombreux petits dépôts ferroviaires que de nombreux sites de déploiement furent ajoutés à la fin des années 1960. Le dépôt ferroviaire de Putbus (de) - qui à son tour comprend les antennes d'Altenkirchen, Bergen (Rügen) Est, Garz et Göhren - est rattaché au dépôt ferroviaire de Stralsund le 1er janvier 1967. Le 1er janvier 1968, les dépôts ferroviaires de Barth et de Saßnitz, auparavant indépendants, sont subordonnés au dépôt ferroviaire de Stralsund. Les gares de Franzburg et Tribsees font également partie du dépôt ferroviaire. Alors que les gares de Garz (1967), Altenkirchen (1968), Franzburg (1969) et Bergen (Rügen) Ost (1971) sont fermées assez rapidement, les sites opérationnels restants sont restés jusqu'après 1990.
Le dépôt ferroviaire de Seebad Heringsdorf (de) est intégré à Stralsund le 1er septembre 1992. En outre, à partir de 1994, les locomotives du port ferry de Mukran (de) sont basées à Stralsund.
Utilisation de locomotives
Après la fin de la guerre, les séries 38.10-40 et 41 (de) sont principalement utilisées dans le transport de passagers et la série 52 dans le service des trains de marchandises dans les années 40 et 50. Les locomotives de la série 03.10 (de) restées à la Deutsche Reichsbahn sont assemblées à Stralsund à partir de 1954. Pendant les 25 années suivantes, ils sont utilisés depuis Stralsund devant les trains express. Dès lors, la série 41 est de plus en plus utilisée pour le service des trains de marchandises. Les nouvelles locomotives à vapeur série 50.40 (de) sont également utilisées depuis Stralsund dans les années 1960 pour transporter des trains de marchandises
Le changement de traction commence en 1967 avec le stationnement de la série V 200 (de) à Stralsund et, à partir de 1969, des véhicules de la série V 100 (de) sont également arrivés à Stralsund. En 1973, elles ont remplacé toutes les locomotives à vapeur à l'exception de la série 03.10. Les dernières locomotives à vapeur ne sont remplacées que progressivement par la classe 142 (de) et les locomotives classe 132 (de), moins puissantes, vers la fin des années 1970. En mai 1980, une locomotive à vapeur - la 03 1010 - est utilisée pour la dernière fois au dépôt de Stralsund
Au fur et à mesure des progrès de l'électrification, des locomotives électriques sont pour la première fois hébergées à Stralsund à partir de 1988 avec la série 243 (de). En 1996, toutes les locomotives électriques restantes sont remises à d'autres départements

## Liaisons ferroviaires actuelles

### Transport longue distance
En date du : décembre 2023
| Ligne  | Trajet | Fréquence                                                                                        | EVU                    | Matériel du véhicule |
| ------ | --- | ------------------------------------------------------------------------------------------------ | ---------------------- | -------------------- |
| ICE 15 | Eisenach (de) – Gotha (de) – Erfurt - Halle-sur-Saale – Berlin – Prenzlau (de) – Stralsund                                                 | 1 train vendredi/samedi                                                                          | DB-Fernverkehr AG (de) | ICE T                |
| ICE 21 | (Station balnéaire de Binz –) Stralsund – Prenzlau (de) – Gare centrale de Berlin – Berlin Südkreuz                                        | au moins trois paires de trains                                                                  | DB-Fernverkehr AG (de) | ICE 1 VL             |
| ICE 26 | (Station balnéaire de Binz - / Greifswald (de) -) Stralsund - Rostock - Hambourg - Hanovre - Göttingen (de) - Francfort (Main) - Karlsruhe | Toutes les deux heures, parfois uniquement vers Hambourg, Hanovre, Göttingen ou Francfort (Main) | DB-Fernverkehr AG (de) | ICE T, ICE 1 LDV     |
| ICE 28 | (Station balnéaire de Binz –) Stralsund – Prenzlau (de) – Berlin – Leipzig – Erfurt – Bamberg (de) – Nuremberg – Munich                    | une paire de trains (du lundi au vendredi, dimanche) deux paires de trains (samedi)              | DB-Fernverkehr AG (de) | ICE T                |
| ICE 39 | (Station balnéaire de Binz –) Stralsund – Rostock – Hambourg – Recklinghausen – Cologne – Francfort (Main) – Nuremberg                     | 1 train samedi/dim                                                                               | DB-Fernverkehr AG (de) | ICE 4                |
| ICE 43 | (Station balnéaire de Binz –) Stralsund – Rostock – Hambourg – Brême – Osnabrück – Cologne – Bâle                                          | 1 paire de trains par jour                                                                       | DB-Fernverkehr AG (de) | ICE 4                |

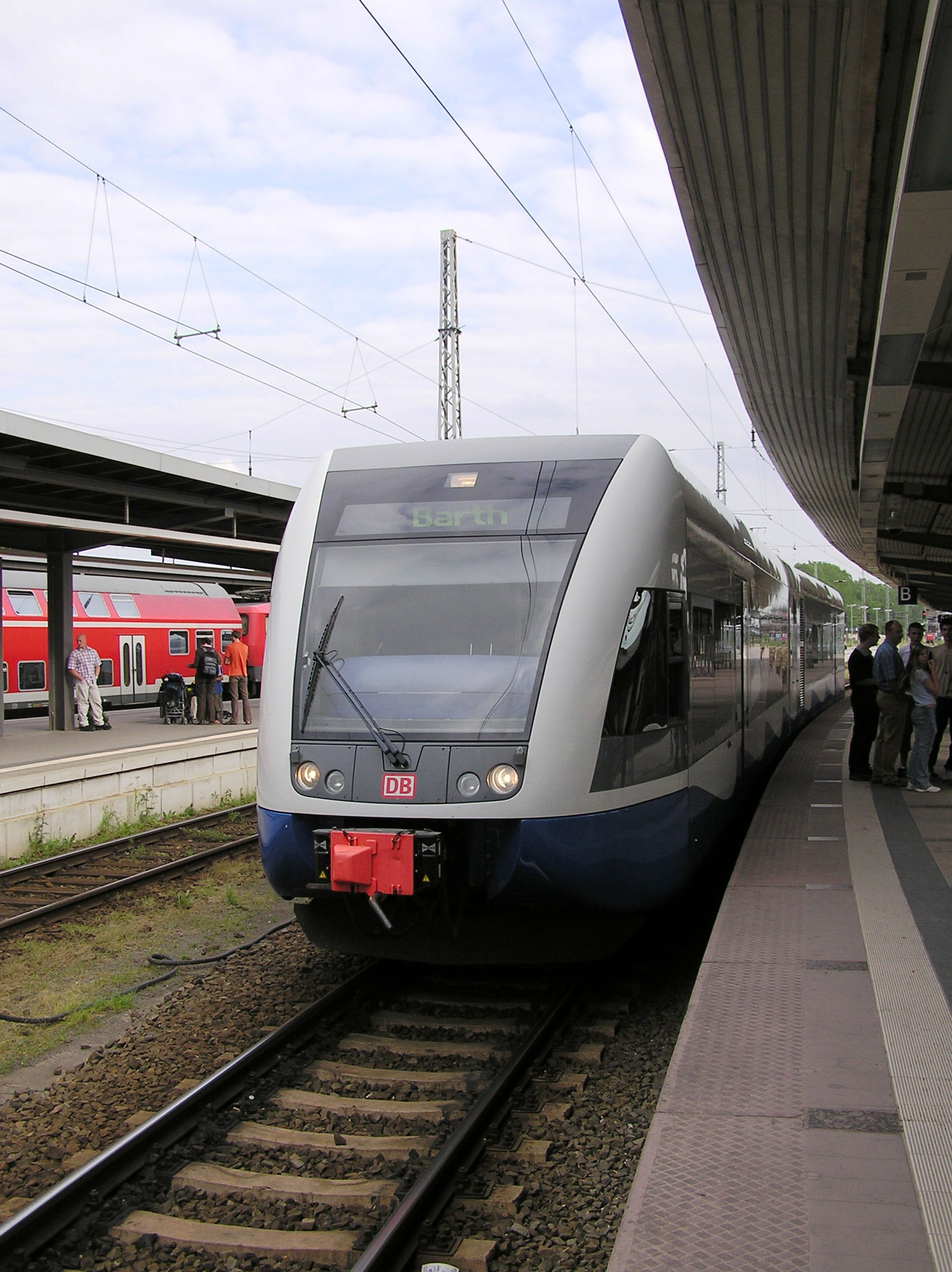
Train UBB en gare (2006)

Certains trains longue distance ne se rendent à Binz qu'en été (période de vacances) et se terminent à Stralsund les autres mois.

### Transports locaux
| Ligne               | Trajet | Cycle (min)                            | EVU                               | Matériel du véhicule                                                |
| ------------------- | --- | -------------------------------------- | --------------------------------- | ------------------------------------------------------------------- |
| RE 3                | Stralsund – Greifswald (de) – Züssow (de) – Anklam (de) – Pasewalk (de) – Prenzlau (de) – Angermünde (de) – Eberswalde (de) – Berlin – Jüterbog (de) – Wittemberg (de) | 120                                    | DB Regio Nordost (de)             | Locomotive + voiture à deux étages                                  |
| RE 5                | Stralsund – Neubrandenbourg (de) – Neustrelitz (de) – Oranienbourg – Berlin                                                                                            | 120                                    | DB Regio Nordost (de)             | Locomotive + voiture à deux étages                                  |
| RE 5                | Stralsund – Neubrandenbourg – Neustrelitz | 120                                    | DB Regio Nordost (de)             | Bombardier Twindexx Vario (de) / locomotive + voiture à deux étages |
| RE 7                | Stralsund – Miltzow – Greifswald (de) | 120                                    | DB Regio Nordost (de)             | Locomotive + voiture à deux étages                                  |
| RE 9                | Stralsund – Bergen auf Rügen (de) – Lietzow (de) – Station balnéaire de Binz                                                                                           | 120                                    | Chemins de fer est-allemands (de) | Ligne principale Siemens Desiro                                     |
| RE 9                | Rostock – Ribnitz-Damgarten (de) – Velgast (de) – Stralsund – Bergen sur Rügen – Lietzow – Sassnitz (de)                                                               | 120                                    | Chemins de fer est-allemands (de) | Ligne principale Siemens Desiro                                     |
| RE 10               | (Rostock –) Stralsund – Greifswald – Züssow (de) – Anklam (de) – Pasewalk (de)                                                                                         | 120 (Rostock – Stralsund aller simple) | Chemins de fer est-allemands (de) | Ligne principale Siemens Desiro                                     |
| Au 10 décembre 2023 | |                                        |                                   |                                                                     |